# غرور و تعصب (فیلم ۲۰۰۵)
غرور و تعصب (انگلیسی: Pride & Prejudice) فیلم درام عاشقانه محصول ۲۰۰۵ به کارگردانی جو رایت است که بر اساس رمان سال ۱۸۱۳ به همین نام از جین آستن ساخته شده است. در این فیلم پنج خواهر از یک خانواده نجیب‌زاده انگلیسی حضور دارند که با مسائل ازدواج، اخلاقیات و باورهای غلط سروکار دارند. کیرا نایتلی نقش اصلی الیزابت بنت و متیو مک‌فادین نقش معشوقه‌اش آقای دارسی را ایفا می‌کند. مضامین این فیلم بر واقع‌گرایی، رمانتیسم و خانواده تأکید دارد.
غرور و تعصب بیش از ۱۲۰ میلیون دلار در جهان فروش داشت و نقدهای مثبتی را از طرف منتقدان دریافت کرد. این فیلم نامزد دریافت چهار جایزهٔ اسکار شد؛ نایتلی در ۲۰ سالگی سومین بازیگر زن جوانی بود که نامزد دریافت جایزهٔ اسکار بهترین بازیگر زن می‌شود.

## داستان
سال ۱۷۹۷، انگلستان. قبل از مرگ آقای بنت، همسرش کوشیده تا پنج دخترش- جین، الیزابت، مری، لیدیا و کیتی- را برای یافتن شوهری مناسب آماده کند. چون این کار را تنها راه دستیابی یک زن به رفاه و آسایش می‌داند.
زمانی که سر و کله جوان ثروتمند و خوش سیمایی به نام بینگلی و دوستش آقای دارسی در همسایگی آن‌ها پیدا می‌شود، خانواده بنت سخت دچار هیجان می‌شود. به زودی جین با آقای بینگلی دوست می‌شود و به نظر می‌رسد که الیزابت نیز به آقای دارسی بی‌توجه نیست. اما رفتار آقای دارسی خودپسند الیزابت هوشمند را که در سایه پرورش پدری دختری باشهامت و خودگردان بار آمده، خوش نمی‌آید. از این رو به زودی کشمکش و درگیری زبانی میان آنان آغاز می‌شود.
شایان توجه آنکه شخصیت دارسی در این فیلم بیشتر کمرو و رومانتیک است. زبان آدم‌های داستان بیشتر امروزی است. خانم بنت زنی خردمند، هوشمند و تفنن گراست. آقای بنت کشت کار آقازاده‌ای است، ساده و روان سخن می‌گوید و از اشاره‌های ریشخندآمیز در سخنانش هیچ نشانی نمی‌توان یافت. تأکید فیلم بیشتر بر احساسات عاشقانه زوجهاست تا بر درگیری آن‌ها بر سر خودخواهی یکی و پیش داوری‌های ناخواسته و ناروای دیگری که دست آخر سبب آزار و دلخوری دیگران می‌شود.

## بازیگران
- کیرا نایتلی در نقش الیزابت بنت
- متیو مک فادین در نقش آقای دارسی
- برندا بلتین در نقش خانم بنت
- دونالد ساترلند در نقش آقای بنت
- تام هالندر در نقش آقای کالینز
- رزمند پایک در نقش جین بنت
- جنا مالون در نقش لیدیا بنت
- تلولا رایلی در نقش مری بنت
- جودی دنچ در نقش خانم کاترین د برگ